# ساوثند أون سي
ساوثند أون سي هي بلده كبيره تقع في جنوب شرق مقاطعة إسكسالتابعه لإنجلترا.